# Slag bij Dömitz

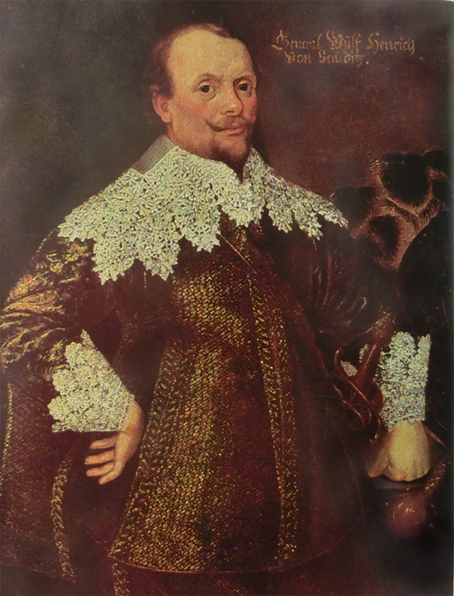
Wolf Heinrich von Baudissin de Oudere

De Slag bij Dömitz was een veldslag tijdens de Dertigjarige Oorlog. De slag vond plaats nabij Dömitz op 11 november 1635 tussen een Zweeds en een Saksisch leger en was een duidelijke overwinning voor het Zweedse leger geleid door Patrick Ruthven.
Na de verloren Slag bij Nördlingen was Zweden in het defensief. De Vrede van Praag had een einde gemaakt aan de protestantse Liga van Heilbronn. Zonder financiële steun van haar vroegere Duitse bondgenoten was de Zweedse krijgskas bijna leeg. De Zweedse legers moesten zich terugtrekken naar het noorden, eerst richting Maagdenburg, dan richting Mecklenburg. Johann Georg van Saksen zag zijn kans schoon de Zweden volledig uit Saksen te verjagen.
Het Saksische leger werd geleid door Wolf Heinrich von Baudissin de Oudere, een ervaren krijgsheer die al had gediend onder Frederik V van de Palts, koning Christiaan IV van Denemarken en koning Gustaaf II Adolf van Zweden. De Zweedse bevelhebber Johan Banér stuurde een leger onder leiding van de Schot Patrick Ruthven om het Saksische leger te onderscheppen. De Saksen hadden een veel grotere troepenmacht (6 tot 7000 man tegenover 1000 Zweden) maar verloren de slag. Duizenden Saksen werden gevangen genomen door de Zweden.
Na deze kleinere veldslag hadden beide kampen de mogelijkheid zich te versterken. In de winter kreeg Johan Banér versterking van 20.000 man, die vrijgekomen waren na de wapenstilstand tussen Zweden en Polen. En Johann Georg van Saksen kreeg versterking van een keizerlijk leger. Dit zou leiden tot de Slag bij Wittstock in 1636.